# Palais Zocha

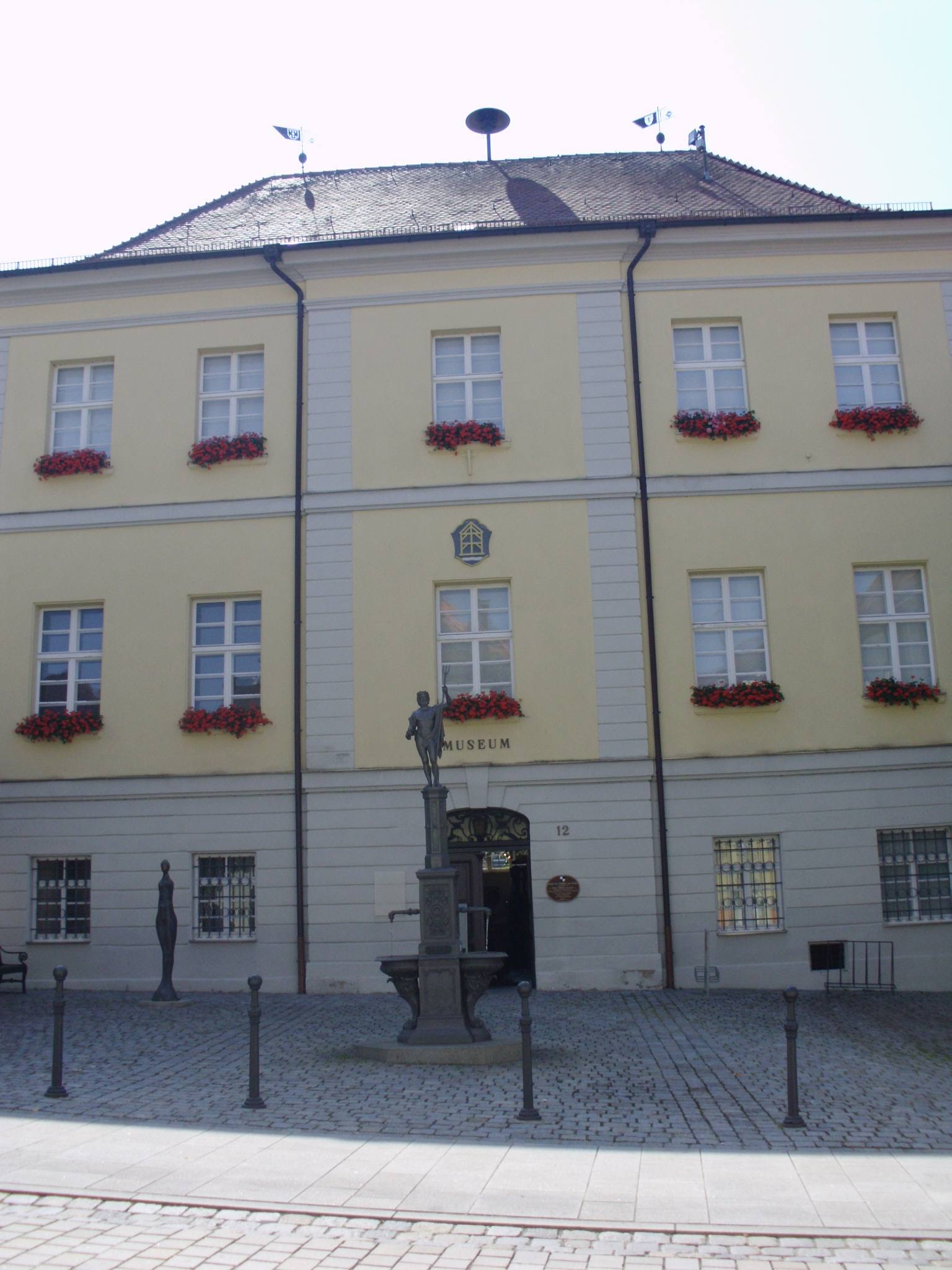
Das Zocha-Palais im Januar 2010

Das Palais Zocha befindet sich in Gunzenhausen, einer Stadt im mittelfränkischen Landkreis Weißenburg-Gunzenhausen. Das Gebäude mit der Adresse Rathausstraße 12 ist unter der Denkmalnummer D-5-77-136-102 als Baudenkmal in die Bayerische Denkmalliste eingetragen.
Das Gebäude befindet sich umgeben von weiteren denkmalgeschützten Bauwerken in der Gunzenhäuser Altstadt an der Einmündung der Brunnenstraße in die Rathausstraße unweit des Blasturms auf einer Höhe von 419 Metern über NHN. Das Gebäude gehört zu dem denkmalgeschützten Ensemble Rathausstraße (Aktennummer E-5-77-136-2).
Das barocke Gebäude wurde 1706 vom Baumeister Johann Wilhelm von Zocha für sich selbst erbaut. 1746 kaufte das Fürstentum Ansbach das Gebäude und nutzte es als Gesandthaus. 1816 wurde der Stadtpalais das Rathaus von Gunzenhausen. 1974 zog die Stadtverwaltung in das heutige Gebäude um. Seit 1984 befindet sich im Gebäude das Stadtmuseum Gunzenhausen.
Der Palais ist ein dreigeschossiger Walmdachbau. Der Mittelteil des Gebäudes ist risalitähnlich. Der Sockelgeschoss und die Lisenengliederung sind rustiziert. Das Treppenhaus ist immer noch historisch ausgestattet. Vor dem Gebäude steht der Neptunbrunnen aus Gusseisen aus dem Jahre 1876.